# ギアードロコ
ギアードロコ（Geared steam locomotive）は、動力伝達装置にギアを使用した蒸気機関車の形式のことである。逐語訳は歯車式蒸気機関車（はぐるましき じょうききかんしゃ）となるが、ギアードロコの語が広く用いられる。あくまでも曲線通過性能の改善を目的として車輪への動力伝達にギアを使用する形式がこれに相当し、ラック式の登山鉄道に使用されているものや、ドイツ国鉄19.10形のような各軸駆動方式の機関車などとは区別して取り扱われる。

## 概要
通常の蒸気機関車の動力伝達方式は、ピストンの往復運動をロッドで直接に動輪へ伝え、回転させる方式である。ギアードロコの動力伝達方式は、ピストンの往復運動を回転運動に変換し、その回転運動をギアやロッドにより間接的に動輪に伝達する方式、もしくはピストンの往復運動をクランクシャフトで回転運動に変え、シャフトとギアで動輪に伝達する方式である。
技術発達史的には、アメリカで森林鉄道用としてボギー式の作業用貨車に集材機用縦型ボイラーを搭載した、簡易な機関車をルーツとして開発が進められたものと、ヨーロッパで試行されていたロッドによる動力伝達機構のままで動軸に首振りを許容するメカニズム（ハーガンス式、クローゼ式など）開発の延長線上に位置するものとの2つの大きな流れが存在し、前者は主にアメリカとその影響下にあった国々の森林鉄道で採用され、後者はヨーロッパ、特にドイツとその旧植民地等の産業施設や野戦軍用鉄道で多用された。

## ギアードロコの種類

### シェイ式

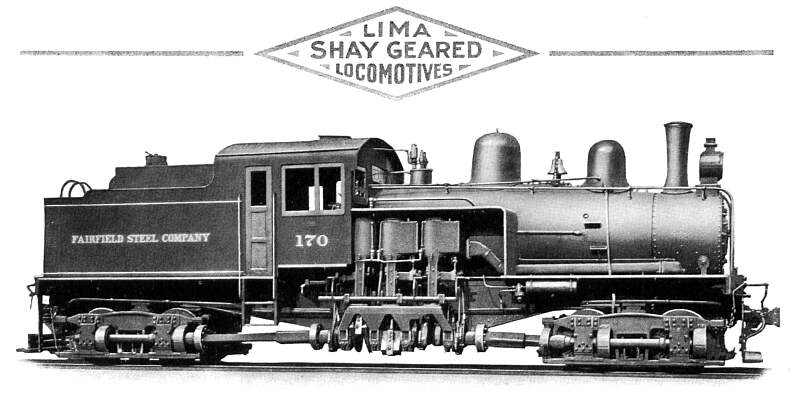
中型の「クラスB」シェイ

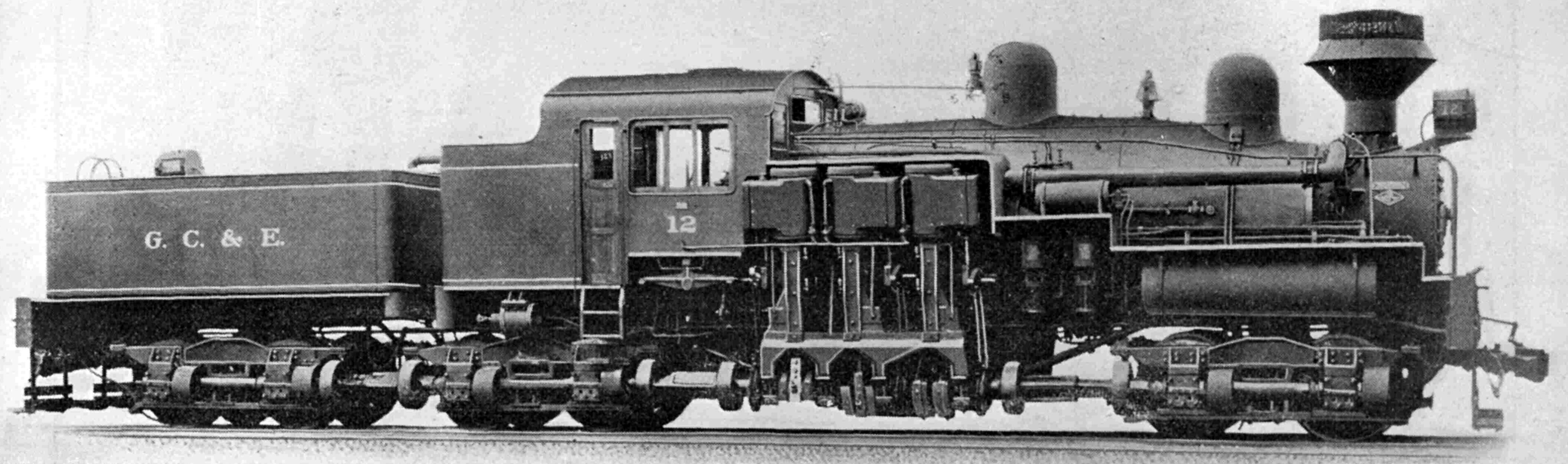
大型の「クラスC」シェイ

シェイ式（the Shay locomotive）はギアードロコで最も普及した形式。車体の右側面に2個ないし3個の単気筒シリンダーが垂直に付き、ピストンロッドに連結したクランクシャフトから伸びたシャフトが自在継ぎ手を介して、傘型ギアによって前後の車輪を全軸駆動する方式である。ボイラーは普通に中央に設置するとシリンダーと干渉してしまうため、左側に寄せられている。
この方式はシリンダー増設による多気筒化が容易でスケーラビリティの点で他方式に比べて優れ、主な形式はテンダーを持たない中型の「クラスB」であったが、テンダーを持つ「クラスC」「クラスD」は、テンダーの車輪にも自在継ぎ手を介してシャフトが連結されて駆動できるようになっており、より強力な牽引力を発揮した。これらの規格化された部品の組み合わせによって、1878年から1945年までに顧客の要望に応じて自重6tから200tまでの多種多様なモデルが製造され、その総数は2768両に及んだ。リマ社により、両側にシリンダーを装備した大型シェイも計画されたが、これは実現しなかった。
1877年にアメリカのミシガン州で林業を営んでいたエフレイム・シェイ (Ephraim Shay) により考案・特許取得され、そのパテントを購入したリマ社の手で1880年に実用化された。巧妙な機構で急曲線通過性能と一定以上の牽引力の両立に成功し、アメリカの森林鉄道において様々なギアードロコが普及するきっかけとなった。
アメリカ以外では阿里山森林鉄路で使用されたことは有名である。日本でも青森の津軽森林鉄道や高知の魚梁瀬森林鉄道、八幡製鐵所、それに呉の海軍工廠で一時期使用された。

### クライマックス式

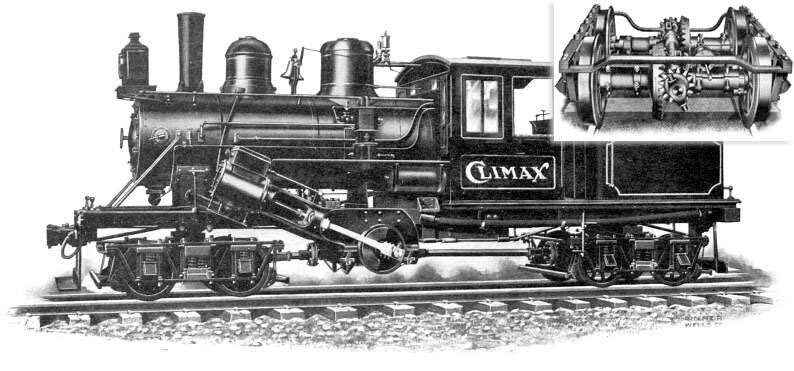
小型の「クラスB」クライマックス、右上は台車の構造

クライマックス式（the Climax locomotive）は、ボイラーの両側面に斜めに設置されたシリンダーが車体中央のクランクホイールを駆動し、前後に伸びたシャフトが自在継ぎ手を介して、車輪を全軸駆動する方式である。アメリカのクライマックス社のチャールズ・ダーウィン・スコット (Charles Darwin Scott) らにより1888年に考案され、1896年に実用化された。
シェイ式と比較して、シリンダやその弁装置の位置関係が通常型機関車と同様となるため保守面では有利であった。その反面、機関車本体の全長が同級のシェイ式と比較して長くなる傾向があり、また気筒数増加による出力アップが困難でスケーラビリティの点で劣るため、100t級が上限であった。しかも、その駆動系が車体片側面に集中していて、シリンダ等をつり上げるクレーンとスペアパーツさえあればどこでも保守が出来たシェイ式と異なり、駆動系トラブル発生時にはピットに潜って車体下面からギアユニットを整備する必要があったためか、製造実績はあまり伸びなかった。1928年までに1,000～1,100両が製造された。

### ハイスラー式

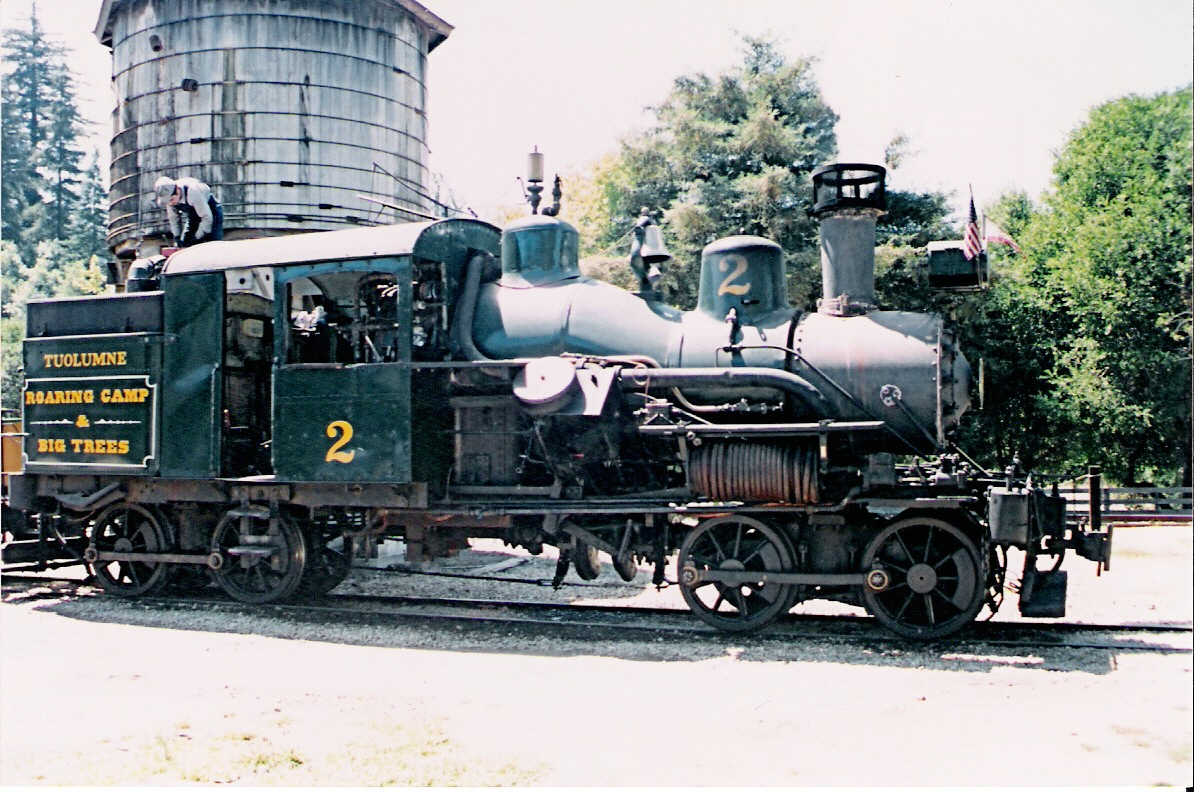
Roaring Camp Railroadの3フィートゲージ2トラックハイスラー

ハイスラー式（the Heisler locomotive）は、ボイラーの下部にV型に設置された2個のシリンダーがクランクシャフトを駆動し、前後に伸びたシャフトが自在継ぎ手を介して、各台車の密閉型ギアボックスを備えた主動輪を駆動し、サイドロッドで残りの動輪に動力を伝達する方式である。機関部の画像　1889年にクライマックス社からダンカーク・エンジニアリング社（Dunkirk Engineering）に移籍した、クライマックス式の発案者の一人であるジョージ・ギルバート（George Gilbert）の手によって、クライマックス式の欠点を補い凌駕することを目的として考案された。初期にはディファレンシャルギアを備える自動車と同様の駆動システムを備えるものも存在するなど、野心的な設計が試行されたが、最終的に上記方式に落ち着いた。クランクホイールで回転方向を一旦変更するクライマックス式と比較して歯車の数が少なくて済み、また台車のギアボックスも密閉式とされたため、塵埃の多い環境ではシェイやクライマックスよりも耐環境特性で優れていた。ダンカーク・エンジニアリング社が1894年に製造を打ち切った後はチャールズ・L・ハイスラー（Charles L.Heisler）率いるハイスラー社に引き継がれ、1941年まで製造が継続されたが、その総数は2社合計で625両に留まった。

### クリン＝リントナー式

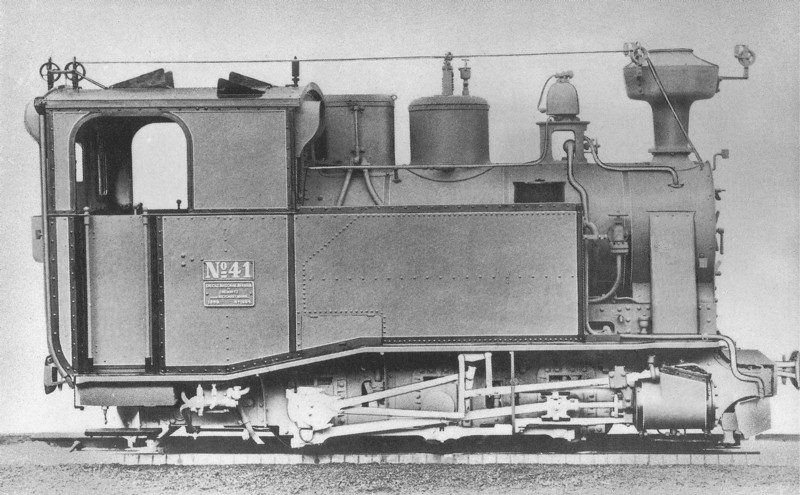
ザクセン州立鉄道IK型

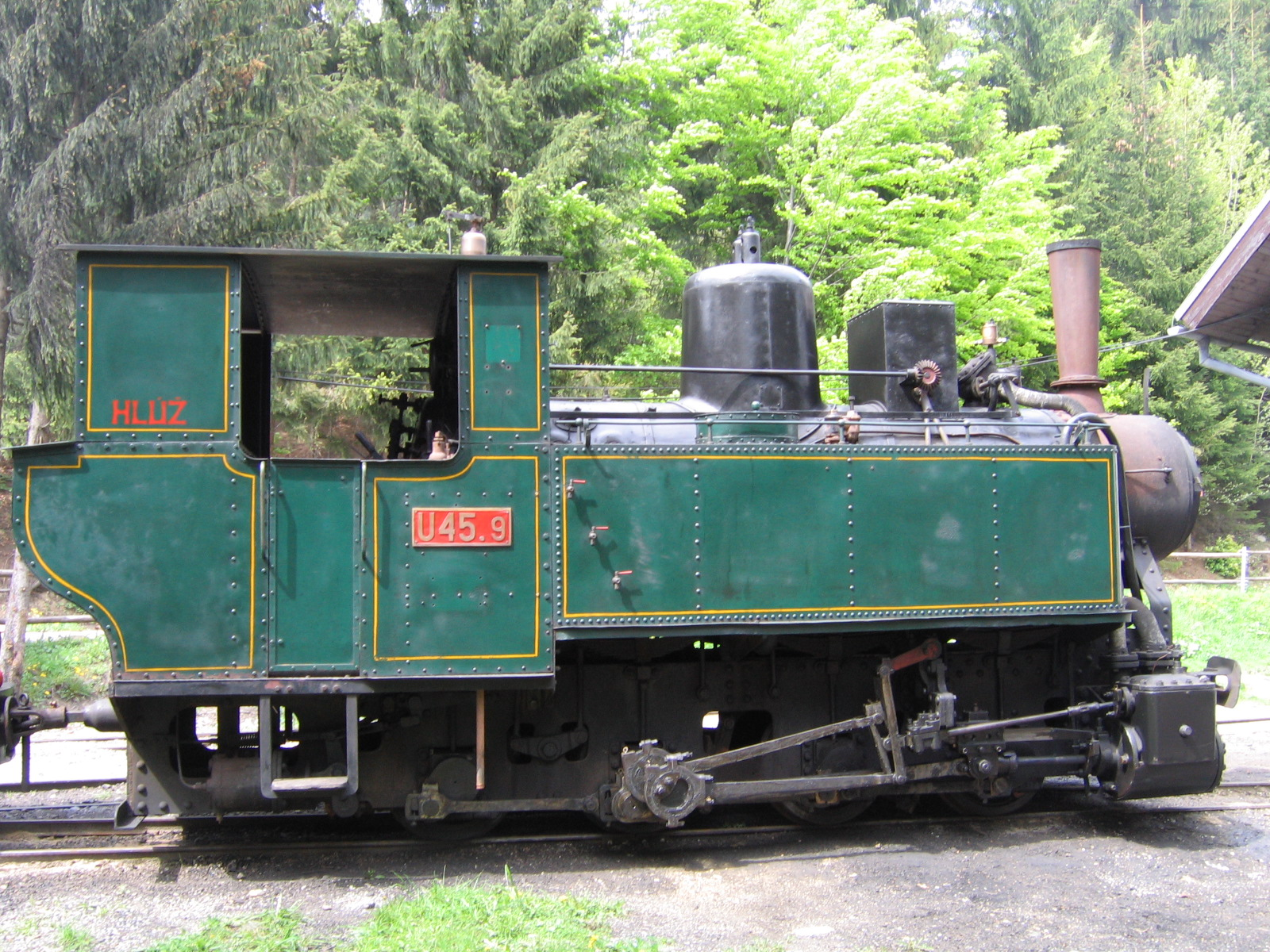
スロヴァキアのU45.9型

クリン＝リントナー式（the Klien-Lindner locomotive）は、一見して外側台枠式のn動軸（一般的にはn≧4）の機関車に見えるが、第1・第n動軸を中空軸（左右の動輪を連結する）とし、その中に中央部に特殊な球状の歯を切った中実軸を通して中空軸の内側に刻まれた溝と中実軸側の角状突起を噛み合わせることで、中空軸による首振り動作を許容しつつ、n動軸全てについて単純な連結棒（サイドロッド）による動力伝達を可能とするギアードロコの一種である。また、この第1・第n動軸の左右の各動輪それぞれの直近を2頂点とし、中空軸を1辺とする三角形のサブフレームを取り付け、その重心位置で台枠と首振り・スライド可能なピンを用いて結合し、それぞれの残る1頂点同士を関節によって連結することで首振りの範囲を制限する、一種のラジアル機構も備わっていた。
第1・第n動軸の機構は複雑精緻で保守にも一定以上の技術水準を求められるが、それ以外は通常型蒸気機関車と変わらず、アメリカのギアードロコのように弁装置が通常の何倍もの高速回転を強いられることもないため、高速運転でも通常型機関車に遜色がない。但し、両端の動軸に復心機構が備えられないため、曲線通過時のフランジ摩耗などの点では有利であるが、その反面車体のローリング時にこれを抑止する手段が無く、直線区間での直進安定性や曲線区間への進入時の安定性を欠くことになりやすい、という問題があった。
元々はイギリスでアーサー・ヘイウッド（Arthur Heywood）により1877年に考案されたが、同国では実用化に至らず、1890年になってドイツのエヴァルド・クリン（Ewald Klien）とハインリヒ・リントナー（Heinrich Lindner）という2人の技術者によって実用化され、ザクセン州立鉄道向けを皮切りとしてドイツ国内の大手メーカー各社で大量に製造され、主として軌道条件が劣悪であるにもかかわらず、牽引力が要求される産業用機関車や野戦軍用軽便鉄道などに供給された。
日本ではコッペル・ギアシステムの採用による特許料支払いを回避する目的で、日本陸軍向けK1・K2形にのみ採用された。

### コッペル・ギアシステム
コッペル・ギアシステム（Koppel Gear System）は、一般的に4動軸以上の多動軸機関車で用いられ、動軸数をnとする場合、第2 - 第n-1動軸は一般型機関車と同様にサイドロッドで動力が伝達されるが、これに加えて、ボールジョイントによる自在継ぎ手内蔵した特殊な構造の大歯車を第2・n-1動軸に取り付け、ここから平ギアで第1・第n動軸に動力を伝達する。この自在継ぎ手の介在により第1・第n動軸の首振りを許容し、曲線通過を容易とする方式である。
クリン＝リントナー式機関車を大量に製造販売していたオーレンシュタイン・ウント・コッペル (Orensteim & Koppel A.-G.) 社の技師長であったグスタフ・ルッターメラー博士（Dr.Gustav Luttermöller）が同方式を元として、1921年に考案した。このため、考案者の名を冠してルッターメラー式（the Luttermöller locomotive）と呼ばれることが多い。
同様な構造の自在継ぎ手を使用しているが、中空軸の中に中実軸を通すクリン＝リントナー式と比較して各部機構の大幅な単純化が図られており、両端の動軸への動力伝達が密閉式ギアボックスとなっていることもあって機構部への塵埃の侵入に強く、耐環境性ではクリン＝リントナー式を大きく凌駕したが、両端動軸の首振りに由来する諸問題は形を変えつつ引き継がれており、その点では大差がなかった。
日本では日本陸軍向けE形31両に採用されたのみであるが、クリン＝リントナー式に代わるものとしてコッペル社によって世界各国へ多数が供給された。

### そのほかの方式
ウィラミット(ウィラメット)式（the Willamette locomotive）
シェイ式を改良した形式。弁装置のワルシャート式への交換（シェイ式は弁装置にスティーブンソン式を使用）、重油専燃仕様、ボイラーの強化、過熱器の装備、ボイラーの高圧化に伴い、ピストンバルブの採用などの改良点があり経済性も向上したが、1922年から1929年までに33両が製造されたのみであった。
ジョンストン式（the Johnston locomotive）
シェイ式と似ているが、シャフトが車体中央に位置している形式（シェイ式は右側面に位置している）。シャフトが外側に露出しているシェイ式と比べて保守に手間が掛かるため普及せず、1910年から1937年までに16両が製造されたのみであった。
ダヴェンポート式（the Davenport locomotive）
通常のロッド式の機関車に、牽引力を向上させるため、ギアによる補助駆動を付け加えた形式。
ダンカーク式（the Dunkirk locomotive）
2個の縦型シリンダーがクランクシャフトにより車輪を全軸駆動する方式。初期の「クラスA」クライマックスと類似している。クライマックス式を後に生産するダンカーク（Dunkirk）社が生産した。
ドルビア式（the Dolbeer locomotive）
前方に向いたシリンダーが、ボイラー前部に位置する大きなギアを介して車輪を駆動する方式。類似した形式が数多く存在し、「ジプシー」と総称された。
バイヤーズ式（the Byers locomotive）
ボイラーの両側面に垂直に設置されたシリンダーが、ギアにより車輪を直接駆動する方式。軸配置0-4-0の小型機のみ製造された。
ベル式（the Bell locomotive）
内側シリンダーが車軸のギアボックスを駆動する方式。小型のタンク機から蒸気動車まで多くの種類が製造された。
ハーマン式（the Harman locomotive）
2軸ボギー台車に左右2つのスチーブンソン式蒸気エンジン(6"x6")を備え、同じ台車を逆向きに前後に配置(0-4-4-0)。クランクと第1減速平歯車はベアリング保持でオイルバス式、さらにチェーンで動軸2軸を駆動し、合計で4:1の減速比。このため蒸気機関車でありながら、カバー内のメインロッドは見えず、サイドロッドを持たない。心皿軸は中空で、配管と制御棒等を通している。
センチネル式（the Sentinel locomotive）
2基の縦シリンダー蒸気エンジンで動輪をチェーン駆動する。そのため、クランクや伝達軸は全て左右（マクラギ）方向に並行しており、2基のエンジンは前後タンデムに配置されてボンネットに収まっている。ボイラーは縦型でキャブ内にあるため、外観は蒸気機関車の特徴がほとんど無い。
センチネル・キャメル式（Sentinel Waggon Works,Cammell Laird）
センチネル ワゴン ワークスとキャメル レアードは協同して1927年から客室の床下に横置きした6シリンダーの蒸気機関とプロペラシャフトを用いた蒸気動車を開発・製造した。

## 現状
蒸気機関車の衰退により、ギアードロコの商業用としての使用は激減してしまい、インドネシアの製糖工場でコッペル・ギアシステム搭載機の一部が稼動しているのみである。観光用としては、アメリカでは多数が動態保存されている他、阿里山森林鉄路のシェイが有名。